# Savencia Fromage & Dairy
Potravinářská společnost Savencia Fromage & Dairy, a. s. (Savencia F&D) – dříve Bongrain – je výrobcem potravin, sýrů a mlékárenských produktů. Na českém a slovenském trhu, kde působí od roku 1993, je výrobcem sýrů pod značkami Lučina, Apetito, Král sýrů, Liptov, Pribináček, Sedlčanský či Bambino. Firma je součástí mezinárodní potravinářské rodinné skupiny Savencia s centrálou ve Francii. Celosvětově se skupina řadí k největším zpracovatelům mléka s počtem zaměstnanců okolo 24 000 a prodávající své výrobky ve 120 zemích. V České republice vlastní společnost se sídlem v Praze závody v Hesově u Přibyslavi a Hodoníně, na Slovensku mlékárnu v Liptovském Mikuláši.

## Historie mezinárodní skupiny Savencia
V roce 1956 uvedl v městě Illoud na východu Francie místní obchodník Jean-Noël Bongrain na trh plísňový sýr s názvem Caprice des Dieux, tedy „Rozmar bohů“. V tomtéž roce založil rodinný podnik pod názvem Bongrain.
V 60. letech Bongrain expanduje na trhy v Německu, Belgii, Švýcarsku, Itálii a Španělsku, kde firma zakládá svou první výrobu mimo domovskou Francii. V té době uvádí firma na trh značky Tartare či Arias. V 70. letech se další výrobky a sýrové speciality expandujícího byznysu staly již pevnou součástí nabídky supermarketů a obchodních řetězců po celé Evropě. S uvedením značek St Moret, Chamois d’Or, Chavroux, Géramont a později v 90. letech také St Agur, Fol Epi, Vieux Pané či P’tit Louis, pokračovala Skupina i nadále v rozšiřování svého portfolia sýrových specialit i vstupem na nové zámořské trhy jako USA či Brazílie.
V 90. letech rozšířila skupina Bongrain své aktivity také do regionu střední Evropy, mimo jiné v rámci již samostatné České republiky i Slovenska. O lokální produkty se Skupina akvizicemi rozrostla také v Polsku, Maďarsku, Ukrajině, Srbsku či Rusku.
V roce 2015 mění Skupina název na Savencia Fromage & Dairy.

## Savencia Fromage & Dairy v Česku a na Slovensku
V 90. letech získala tehdejší skupina Bongrain v České republice postupně několik významných mlékárenských závodů. V roce 1993 vlastnicky vstoupila do podniku Pribina Přibyslav, vyrábějící mimo jiné populární značky Pribináček a Král sýrů. Následovala akvizice Povltavských mlékáren Sedlčany a značek Lučina či Sedlčanský. V roce 1999 pak získal Bongrain závody TPK Hodonín, které od roku 1973 vyrábí tavené sýry Apetito.

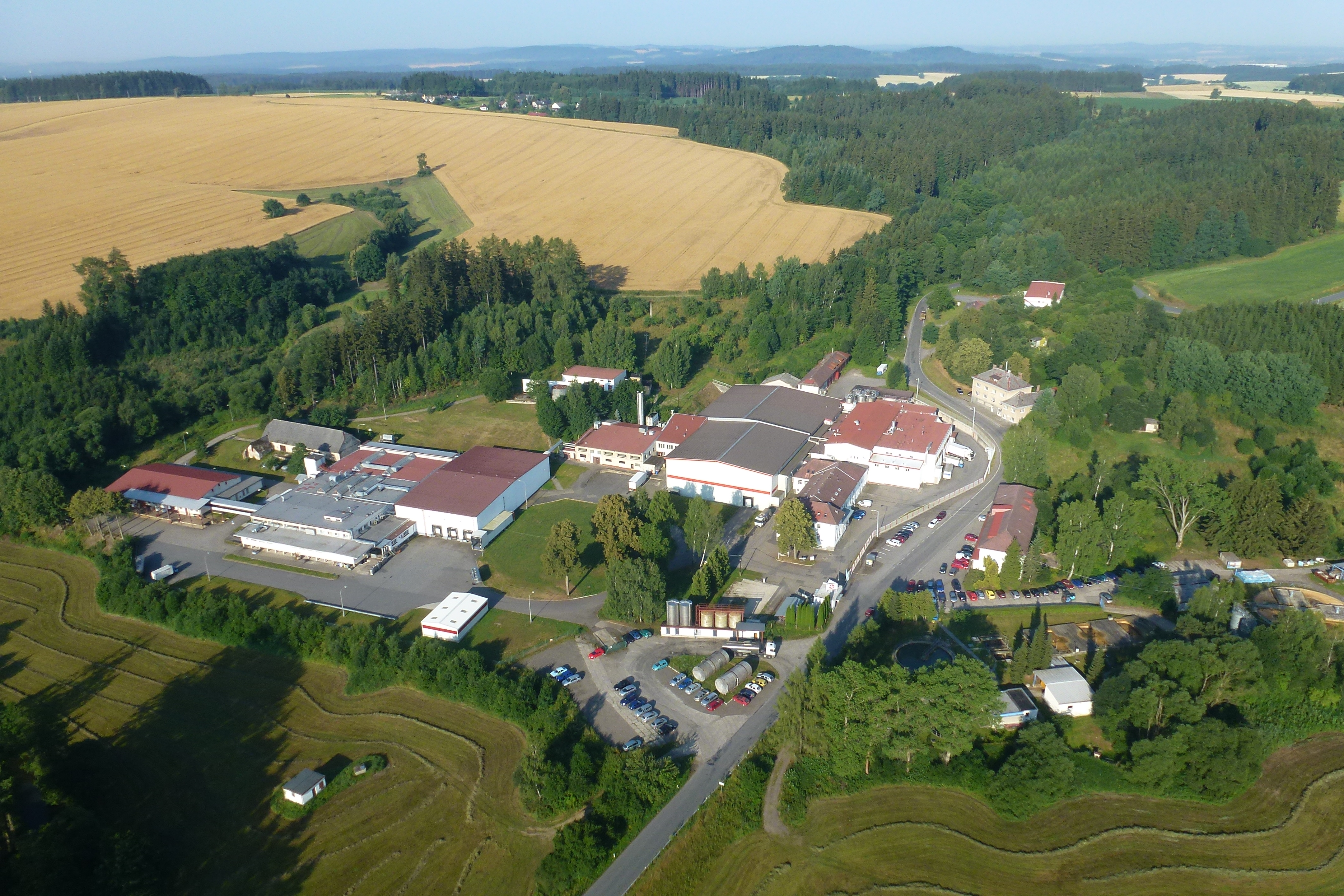
Letecký snímek závodu Savencia F&D v Hesově

Záhy Skupina vstoupila také do Liptovské mlékárny v Liptovském Mikuláši na Slovensku. Díky tomu společnost získala v obou zemích postavení lídra na trhu značkových sýrů a mléčných dětských dezertů.
V roce 2015 mění společnost globálně název na Savencia Fromage & Dairy. Změna se týkala i dceřiných firem v Česku a na Slovensku, u nichž vzájemným sloučením všech závodů došlo v roce 2016 ke vzniku akciové společnosti Savencia Fromage & Dairy Czech Republic, a.s. a na Slovensku se firma přejmenovala na Savencia Fromage & Dairy SK, a.s.

## Společenská odpovědnost

### Program OXYGEN
Skupina Savencia se na globální úrovni zavázala k udržitelnému, etickému a solidárnímu podnikání s cílem přinášet potěšení ze skvělého jídla a zároveň rozvíjet zodpovědné aktivity prostřednictvím svého klíčového programu OXYGEN. Mezi hlavní požadavky patří rozvoj udržitelného zemědělství, podpora závazku solidarity, péče o blahobyt zaměstnanců a snižování dopadu činnosti společnosti na životní prostředí.

### Lokální mléčná zóna
Do iniciativy OXYGEN se Savencia F&D v České republice zapojila projektem Lokální mléčná zóna. Cílem je optimalizovat zdroje čerstvého mléka pro největší závod v Hesově. Výběr jednotlivých dodavatelů probíhá tak, aby byli co nejblíže k samotnému závodu. V jeho okolí tak vznikla zóna čerstvého mléka lokálního původu.

### Top Employer
V České republice a na Slovensku získala Savencia F&D opakovaně certifikát mezinárodního institutu o excelentním přístupu k zaměstnancům TOP EMPLOYER. Na mezinárodní úrovni je Skupina Savencia držitelem ocenění TOP EMPLOYER Europe.